# Josef Šáda
Josef Šáda (3. března 1874 Miličín (v jiném dokumentu se udává jako datum narození 4. březen 1874) – 24. června 1936 Tábor) byl český a československý politik, meziválečný poslanec Revolučního národního shromáždění a senátor Národního shromáždění ČSR za Československou sociálně demokratickou stranu dělnickou, starosta Tábora.

## Biografie
Vyučil se koželuhem a pracoval jako koželuh v Táboře, později na různých místech severních a severovýchodních Čech, po kratší dobu i ve Vídni. Byl aktivní v sociálně demokratických odborech. Roku 1898 přišel zpět do Tábora a zakládal zde sociálně demokratické organizace. Patřil mezi hlavní postavy strany na Táborsku. Od roku 1907 pracoval jako úředník okresní nemocenské pojišťovny v Táboře, od roku 1919 až do své smrti byl jejím ředitelem. V roce 1910 založil Táboře první konzumní družstvo.
Po komunálních volbách roku 1919 zasedl za sociální demokraty v obecním zastupitelstvu města Tábor. V letech 1919-1923 byl starostou Tábora. V nastalém štěpení sociální demokracie na levicový a pravicový proud se přikláněl k levici, ale odmítal bolševismus ruského typu. Podle jiného zdroje byl starostou Tábora až do roku 1925 a v letech 1929–1932 zastával funkci náměstka starosty.
Po vzniku republiky zasedal v Revolučním národním shromáždění. Byl profesí úředníkem. Působil jako vedoucí úředník táborské okresní nemocenské pokladny.
V parlamentních volbách v roce 1920 získal senátorské křeslo v Národním shromáždění za sociální demokraty. Senátorem byl do roku 1925.